# Charles-Henri van de Werve
 (décembre 2020).
Si vous disposez d'ouvrages ou d'articles de référence ou si vous connaissez des sites web de qualité traitant du thème abordé ici, merci de compléter l'article en donnant les références utiles à sa vérifiabilité et en les liant à la section « Notes et références ».
Charles-Henri van de Werve (1672-1721), baron de Schilde, seigneur de Giessen-Oudkerk, Wavre-Notre-Dame et Wavrans, fut échevin d'Anvers en 1701, 1702 et 1703, puis nommé trésorier en 1704 et enfin nommé premier bourgmestre de la ville en 1706.

## Biographie
Il était le fils de Charles-Bruno van de Werve, baron de Schilde et seigneur de Giessen-Oudekerk, et de Cornélie van de Werve.

### Capitulation d'Anvers

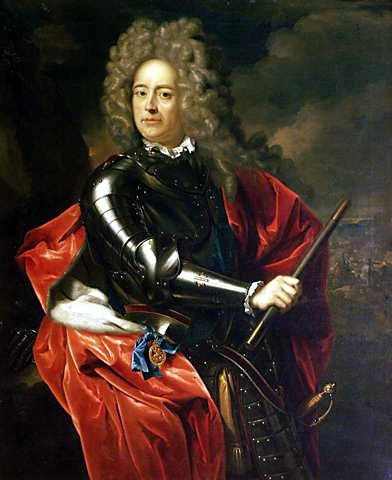
John Churchill, 1er duc de Marlborough

Le 4 juin 1706, durant le siège d'Anvers par John Churchill, le duc de Marlborough, le magistrat de la ville désigne Charles-Henri van de Werve, trésorier de la ville, pour aller parlementer avec le duc au camp de Nevele. À son retour à Anvers, Charles-Henri communique à ses mandants que le duc accordait encore quatre heures à la ville pour prendre une décision, faute de quoi les vingt bataillons anglais marcheraient sur la ville et pourraient éventuellement la bombarder le soir-même.
Aussitôt, toutes les autorités de la ville (évêque, margrave, amman, bourgmestre et le trésorier général van de Werve) se rendent à la tête de la Flandre pour signifier à Marlborough l'accord de la ville pour capituler. Anvers ne faisait d'ailleurs que suivre l'exemple d'autres villes ou provinces. Le même 6 juin 1706, les États de Brabant avaient décidé de reconnaître « pour leur souverain seigneur et duc de Brabant » celui qui s'intitulait le roi Charles III. 
La diplomatie de Charles-Henri van de Werve avait permis à Anvers de passer sans dommages au pouvoir des puissances alliées en 1706. Il faut croire que le duc de Marlborough avait conservé bon souvenir de ses contacts avec le baron de Schilde car, en 1712, au moment où, disgracié, il va devoir retourner en Angleterre, c'est à Anvers qu'il se réfugie pour quelque temps. On lui a préparé un logis à l'abbaye de Saint-Michel, résidence habituelle de nos souverains lors de leurs séjours à Anvers. Il préfère demander l'hospitalité à Charles-Henri dans son hôtel de la Hofstraat et c'est là que le magistrat d'Anvers vient le complimenter. 
En 1706, Charles-Henri van de Werve est nommé premier bourgmestre de la cité. Puis, en 1707, receveur général des États de Brabant pour le quartier d'Anvers.

### Famille et descendance

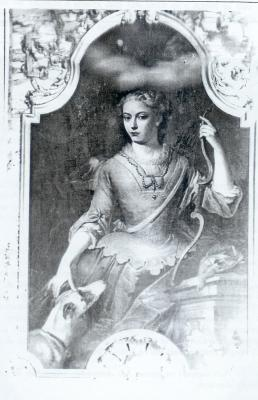
Portrait d'Eleonore de Varick, épouse du baron Charles-Henri van de Werve

À 23 ans, le 4 janvier 1696, il épousa en l'église de la Chapelle à Bruxelles, Eléonore-Louise de Varick, fille de Charles-Hyacinthe, seigneur de Court-Saint-Étienne et de Witterzée, et d'Éléonore-Louise de Haynin, dame de Wavrans.
Ils eurent quatre enfants:
- Eléonore van de Werve (1698-1726). Elle épousa:
  - en 1716 Charles-François Boot, seigneur de Veltem, Oppem, Sombeke et La Motte.
  - en 1724 Ferdinand-Joseph, marquis de la Puente y Lopez de Ulloa, baron de Limal, seigneur de Bierges[2]
- Gertrude-Madeleine van de Werve (1700-1746). Elle épousa en 1725 son cousin germain Philippe-Adrien de Varick, vicomte de Bruxelles, baron de Woluwe-Saint-Lambert et de Libersart, seigneur de Boendaal, Ixelles, Huizingen et Eizingen.
- Charles-Philippe-Joseph van de Werve (1702-1744), baron de Schilde, de Giessen-Oudkerk et de Wavre-Notre-Dame.
- Charles-Philippe van de Werve (1706-1776), comte de Vorselaar, baron de Lichtaert et de Rielen, seigneur de Giessen-Oudkerk. Il épousa Marie-Anne de Pret en 1734.